# Швед, Григорий Макарович
Григорий Макарович Швед (1918 год, село Покровка, Туркестанский край — дата и место смерти неизвестны) — колхозник, тракторист, Герой Социалистического Труда (1948).

## Биография
Родился в 1918 году в селе Покровка (сегодня — Мартукский район Актюбинской области, Казахстан). В 1933 году вступил в колхоз «Путь Социализма», где первоначально работал рядовым колхозником. После окончания курсов трактористов стал работать с 1935 года трактористом. В 1938 году перешёл на работу в Мартукскую МТС. В этом же году был назначен бригадиром тракторной бригады. Участвовал в Великой Отечественной войне. После демобилизации возвратился в Казахстан и продолжил работу в Мартукской МТС.
В 1946 году тракторная бригада под руководством Григория Шведа выполнила план 100,5 %. В 1947 году бригада Григория Шведа получила с участка площадью 960 гектаров по 9,5 центнеров зерновых с каждого гектара, выполнив план на 164,6 %. За этот доблестный труд он был удостоен в 1948 году звания Героя Социалистического Труда.

## Награды
- Герой Социалистического Труда (1948);
- Орден Ленина (1948);
- Медаль «За отвагу»;
- Медаль «За взятие Вены»;
- Медаль «За победу над Германией в Великой Отечественной войне 1941—1945 гг.»